# Morro Agudo (kommun)
Morro Agudo är en kommun i Brasilien.   Den ligger i delstaten São Paulo, i den sydöstra delen av landet, 500 km söder om huvudstaden Brasília. Antalet invånare är 29 127.
Följande samhällen finns i Morro Agudo:
- Morro Agudo

Omgivningarna runt Morro Agudo är en mosaik av jordbruksmark och naturlig växtlighet. Runt Morro Agudo är det glesbefolkat, med 19 invånare per kvadratkilometer.